# Bordj Sabat
Bordj Sabat (arabisch برج صباط) ist eine algerische Gemeinde in der Provinz Guelma mit 10.079 Einwohnern. (Stand: 1998)

## Geographie
Bordj Sabat wird umgeben von Bou Hamdane im Nordosten und von Ras El Aioun im Süden.